# Xundian
Der Autonome Kreis Xundian der Hui und Yi (寻甸回族彝族自治县,  Xúndiàn Huízú Yízú zìzhìxiàn) ist ein autonomer Kreis der Hui und Yi in der chinesischen Provinz Yunnan. Er gehört zum Verwaltungsgebiet der bezirksfreien Stadt Kunming. Xundian hat eine Fläche von 3.597 km² und zählt 460.739 Einwohner (Stand: Zensus 2020). Sein Hauptort ist das Straßenviertel Rende (仁德街道). 
Xundian liegt nordöstlich des Zentrums von Yunnan. Der Fluss Niulan Jiang (牛栏江) fließt durch sein Gebiet und der Fluss Xiao Jiang entspringt auf seinem Gebiet.